# Earthworm Jim (série télévisée d'animation)
Earthworm Jim est une série télévisée d'animation américaine en 23 épisodes de 22 minutes créée par Douglas TenNapel et diffusée entre le 9 septembre 1995 et le 13 décembre 1996 sur TCC et The WB dans le bloc de programmation Kids' WB. Il s'agit de l'adaptation télévisée du jeu vidéo du même nom.
Il y a une rumeur selon laquelle la série aurait été diffusée en France mais la rumeur reste inconnue.

## Synopsis
Jim, un lombric, reçoit une combinaison lui donnant des pouvoirs super puissants et va le différencier des autres vers de terre. Il doit aller sauver sa fiancée nommée Princesse What's-Her-Name dont la sœur, la reine Slug-for-a-Butt, est responsable de l'enlèvement de la princesse par l'aide de son serviteur, Psycrow, un corbeau chasseur de primes. Durant son aventure, Jim rencontrera des personnages loufoques comme Peter Puppy, un chien qui peut se transformer en un monstre mutant exprimant sa colère.

## Personnages
On retrouve les mêmes personnages que pour la version vidéo-ludique avec quelques personnages supplémentaires.
Comme personnages importants, on retrouve :
- Jim, le personnage principal de l'histoire ;
- Princesse What's-Her-Name, la demoiselle en détresse que Jim doit sauver ;
- Reine Slug-For-A-Butt, l'antagoniste, sœur de What's-Her-Name ;
- Psycrow, le serviteur de la reine, pire ennemi de Jim ;
- Peter Puppy, ami de Jim, à première vue, il ressemble à un gentil chien inoffensif, mais il se transforme en un monstre sanguinaire quand il est sur le coup de la douleur et la contrariété (y compris la dispute), mais on apprend que dans le premier épisode de la seconde saison (The Origins of Peter Puppy), Peter est à l'origine un chien normal avant qu'il soit transformé en un chiot anthropomorphe à la suite d'une malédiction subi par Evil le chat, le souverain de la planète Heck.

## Développement
En 1995, TenNapel et Will Meugniot ont présenté un projet d'animation qui a été approuvé par Warner Bros. Hélas, Meugniot a dû partir pour superviser GI Joe Extreme, tandis que les dirigeants du studio ont décidé de faire parler Jim. Matt Frewer (de Max Headroom et Pink Panther) devait faire la voix de Jim, mais il a été décidé d'engager Dan Castellaneta à la place. Au cours de la deuxième saison de l'émission, les principaux problèmes étaient liés au budget et à la démographie du public. Dans une interview de GameFan datant de 1996, Douglas TenNapel a déclaré qu'il en avait fini avec le personnage de Jim après avoir quitté Shiny Entertainment.

## Épisodes

### Première saison (1995)
1. Sidekicked (En marge de la crise)
2. The Book of Doom (Le livre du malheur)
3. Assault and Battery
4. Day of the Fish (Le jour du poisson)
5. Conqueror Worm
6. Upholstered Peril
7. Sword of Righteousness (L'épée de justice)
8. The Egg Beater
9. Trout!
10. The Great Secret of the Universe
11. Bring Me the Head of Earthworm Jim
12. Queen What's Her Name
13. The Anti-Fish

### Deuxième saison (1996)
1. The Origins of Peter Puppy (L'origine de Peter Puppy)
2. Opposites Attack! (Les opposés attaquent !)
3. Darwin's Nightmare (Le cauchemar de Darwin)
4. The Exile of Lucy (L'exil de Lucy)
5. Evil in Love (Le mal en amour)
6. Hyper Psy-Crow
7. Peanut of the Apes (Cacahuète des singes)
8. Lounge Day's Journey Into Night
9. Wizard of Ooze (Le magicien de l'Ooze)
10. For Whom the Jingle Bell Tolls (Pour qui sonne l'heure de la cloche)